# Alexa Nikolas
Alexa Helen Nikolas, ameriška televizijska in filmska igralka, *4. april 1992, Chicago, Illinois Združene države Amerike.

## Biografija

### Zgodnje in osebno življenje
Alexa Helen Nikolas se je rodila 4. aprila 1992 v Chicagu, Illinois Združene države Amerike, kot edinka. Ime je dobila po mami, ki ji je ime Alexandra. Ima grške prednike po mamini strani, njen oče pa prihaja iz Nove Zelandije. Doma imajo psa Kiwija.
Alexa Nikolas je natanko eno leto mlajša od Jamie Lynn Spears, kolegico iz televizijske serije Zoey101. Je dobra prijateljica z Victorio Justice, soigralko iz prej omenjene televizijske serije, Vanesso Hudgens, Ami Lukovac, Kayslee Collins, Lindsey Shaw in Joem Jonasom, enim izmed trojice banda Jonas Brothers.
Trenutno živi v Los Angelesu, v otroštvu pa so jo šolali doma.
Rada ima igranje, plavanje, nakupovanje, hip-hop in rock glasbo (njeni najljubši bandi so The Beatles in The Kooks), plesanje ter petje, njena najljubša hrana pa je suši. Njena najljubša igralka je Rachel McAdams.

### Igralska kariera
Alexa Nikolas je svojo igralsko kariero začela leta 1999 v filmu P.U.N.K.S., istega leta pa je igrala tudi v seriji The Love Boat: The Next Wave.
Leta 2000 se pojavi v seriji That's Life, leta 2001 pa v seriji Čarovnice, The King of Queens in filmu Zoolander.
Leta 2002 jo lahko opazimo v filmu Ted Bunny in televizijskih serijah Pri Stevensovih in Hidden Hills, leto pozneje, torej leta 2003 v filmu Tiptoes, leta 2004 pa v filmu Motocross Kids in v televizijski seriji Without a Trace.
Leta 2005 jo lahko vidimo v serijah Naša sodnica, Urgenca in Revelations, istega leta pa začne snemati serijo Zoey101, ki jo konča leta 2006, leta 2007 pa se pojavi v serijah Cold Case in Paglavca v hotelu. Istega leta je dobila vlogo Alex Russo v seriji Čarovniki s trga Waverly, vendar je ni sprejela in jo je nadomestila Selena Gomez.
Leta 2008 smo jo lahko opazili v serijah Šepetalka duhov in Na kraju zločina: Miami, letos pa smo si jo lahko ogledali v Heroji, Children of the Corn, Supernatural in Drop Dead Diva.

## Filmografija
| Leto      | Naslov                       | Vloga                 |
| --------- | ---------------------------- | --------------------- |
| 1999      | P.U.N.K.S.                   | Jenna Bygayly         |
| 1999      | The Love Boat: The Next Wave | Majhna deklica #1     |
| 2000      | That's Life                  | Lydia (7 let)         |
| 2001      | Čarovnice                    | Majhna deklica        |
| 2001      | Zoolander                    | Dekle #1              |
| 2001      | The King of Queens           | Mlada Carrie          |
| 2002      | Hidden Hills                 | Emily Barber          |
| 2002      | Ted Bundy                    | Otrok »Sem Ted«       |
| 2002      | Pri Stevensovih              | Mlada Ren             |
| 2003      | Tiptoes                      | Susan Barry           |
| 2004      | Without a Trace              | Emily Levine          |
| 2004      | Motocross Kids               | Katie                 |
| 2005      | Urgenca                      | Megan Nesbitt         |
| 2005      | Revelations                  | Lucinda 'Lucy' Massey |
| 2005      | Naša sodnica                 | Shelly Cecil          |
| 2005–2006 | Zoey101                      | Nicole Bristow        |
| 2007      | Cold Case                    | Madison Reed          |
| 2007      | Paglavca v hotelu            | Tiffany               |
| 2008      | Na kraju zločina: Miami      | Mallary Harding       |
| 2008      | Šepetalka duhov              | Caitlin Mahoney       |
| 2009      | Children of the Corn         | Ruth                  |
| 2009      | Supernatural                 | Kate Carter           |
| 2009      | Heroji                       | Mlada Angela Shaw     |
| 2009      | Drop Dead Diva               | Hannah                |
| 2009      | Zločinski um (TV-serija)     | Jane McBride          |

## Nagrade in nominacije
Young Artist Awards
- 2007 Best Young Ensemble Performance in a TV Series, za Zoey101 - Dobila
- 2006 Best Young Ensemble Performance in a TV Series, za Zoey101 - Dobila
- 2005 Best Performance in a Feature Film - Young Ensemble Cast, za Motocross Kids - Nominirana